# Едильбаев, Керей
Керей Едильбаев (каз. Керей Еділбаев; 1884 год — 1956) — заведующий конефермой колхоза «Кусем» Урдинского района Уральской области, Казахская ССР. Герой Социалистического Труда (1948).

## Биография
Едильбаев Керей родился в 1884 году в Урдинском районе Уральской области Казахской ССР в семье скотовода. Казах по национальности.
До Октябрьской революции 1917 года трудился по найму у зажиточных сельчан.
Во время Гражданской войны участвовал в боевых действиях, а с установлением Советской власти вступил в местную сельскохозяйственную артель «Кусем» в качестве рядового колхозника.
В 1939 году был назначен заведующим конефермой колхоза. Благодаря своему опыту и организаторским способностям, Керей Едильбаев в короткий срок наладил работу фермы. Он лично обследовал пастбища, закреплённые за хозяйством, и организовал их использование так, чтобы лошади круглый год имели доступ к свежему корму.
Его труд позволил не только сохранить, но и увеличить поголовье лошадей. Уже к началу Великой Отечественной войны численность поголовья в колхозе удвоилась, а в первые послевоенные годы продолжила расти. В 1947 году количество лошадей достигло 800, что было в 14 раз больше, чем в 1939 году. Керей Едильбаев уделял особое внимание сохранению здоровья животных, устраняя заболевания и повышая качество их содержания.
Указом Президиума Верховного Совета СССР от 23 июля 1948 года «за получение высокой продуктивности животноводства в 1947 году при выполнении колхозом обязательных поставок сельскохозяйственных продуктов и плана развития животноводства» Едильбаев Керей удостоен звания Героя Социалистического Труда с вручением Ордена Ленина и золотой медали Серп и Молот.
После переименования колхоза в колхоз имени Кирова в 1952 году продолжал заведовать конефермой до выхода на пенсию в 1954 году. Керей Едильбаев стал примером для многих животноводов своей самоотверженностью, опытом и умением повышать продуктивность сельскохозяйственного производства. Его вклад в развитие коневодства навсегда остался в истории сельского хозяйства Казахстана.